# Middelbert
Middelbert (en groningois : Milbert) est un village de la commune néerlandaise de Groningue, situé dans la province de Groningue.
Situé à l'est de la ville de Groningue, le village comptait 115 habitants en 2019.
Il faisait partie de la commune de Noorddijk avant 1969, date à laquelle celle-ci a été intégrée à Groningue.